# Atmósfera (Albacete)
Atmósfera es una monumento abstracto situado en la ciudad española de Albacete.
Se trata de una representación abstracta conceptual de gran tamaño de la capa gaseosa que rodea la Tierra: la atmósfera. Los elementos de la escultura incluyen un cuerpo con un hueco circular, tres brazos, sus cuernos y una cabeza de acero que se asemeja a las máscaras medievales.
Inaugurada en 2007, es obra de los escultores Quijano, Noguerol y Rivas en homenaje al pintor y escultor Alberto Sánchez Pérez, padre espiritual de la primera Escuela de Vallecas junto al pintor albaceteño Benjamín Palencia.
Está localizada en la rotonda de la Circunvalación de Albacete en el cruce con la calle México, al suroeste de la capital albaceteña.